# Upogebiophilus rhadames
Upogebiophilus rhadames är en kräftdjursart som beskrevs av Giuseppe Nobili 1906C. Upogebiophilus rhadames ingår i släktet Upogebiophilus och familjen Bopyridae. Inga underarter finns listade i Catalogue of Life.